# Viola Vogel
Viola Vogel, auch Vogel-Scheidemann, (* 1959 in Tübingen) ist eine Biophysikerin und Bioingenieurin. Sie ist Professorin an der ETH Zürich. Gegenwärtig ist sie Vorsteherin des Departements für Gesundheitswissenschaften und Technologie und leitet das Labor für Angewandte Mechanobiologie.

## Leben
Nach ihrer Promotion als Diplom-Physikerin mit Forschungsarbeiten am Max-Planck-Institut für Biophysikalische Chemie war Viola Vogel zwei Jahre als Postdoktorandin am Department of Physics an der University of California, Berkeley tätig. Als Professorin wurde sie 1990 in das Department of Bioengineering an der University of Washington in Seattle berufen und startete dort ein Programm für Molekulare Bioingenieurswissenschaften. Sie war die Gründungsdirektorin des Zentrums für Nanotechnologie an der Universität von Washington (1997–2003), bevor sie 2004 von der ETH Zürich zunächst in das Departement für Materialwissenschaften berufen wurde und dann das neue Departement Gesundheitswissenschaften und Technologie (D-HEST) mitbegründete (seit 2012). Sie ist weiterhin Mitglied des Wyss Translational Center Zürich (2015) und seit 2018 Einstein Fellow am Berliner Institut für Gesundheitsforschung (BIH).

## Forschung und Publikationen
Mit Methoden der Nanotechnologie entschlüsselt sie, wie Bakterien und Säugetierzellen mechanische Kräfte nutzen, um die physikalischen Eigenschaften ihre natürlichen Umgebungen oder die von synthetischen Materialien zu ertasten. Die Prozesse des Lebens finden weit ab vom Gleichgewicht statt, angetrieben von mechanischen Kräfte, die von internen Nanopumpen und Motoren erzeugt werden. Dennoch ist weiterhin unser biologisches und medizinisches Wissen primär auf den Gleichgewichtsstruktur-Funktionsbeziehungen von Proteinen aufgebaut. Vogel machte weitreichende experimentelle und computergestützte Entdeckungen, wie das Strecken von Proteinen ihre Funktionen schalten kann (Mechano-Chemical Switches), und wie Zellen das Ziehen an Proteinen nutzen, um mechanische Signale in biochemische Signale zu konvertieren, welche dann ihre Genexpression verändern können. Ihr Team entdeckte Protein-Liganden Bindungen, die mechanisch verstärkt werden, wenn man an ihnen zieht. Diese Bindungen werden heute catch bonds genannt. Jüngst hat sie einen bakteriellen Nanokleber zu einer Nanosonde entwickelt, mit der zum aller ersten Mal die Zugspannung von einzelnen Gewebefasern in Gewebeschnitten oder im lebenden Tier ausgelesen werden kann.
Dieses neue Gebiet der Mechanobiologie hat eine breite Palette von biologischen und medizinischen Implikationen, da neue Einsichten in die mechanoregulierten Tricks, die bakterielle Infektionen ermöglichen, oder mit denen Immunzellen mit Mikroben kämpfen, zu neuen diagnostischen und therapeutischen Methoden führen werden. Auch die Differenzierung von Stammzellen bis zum Gewebewachstum und zu degenerativen Erkrankungen sind von physikalischen Kräften co-reguliert. Wenn das Kräftegleichgewicht zwischen Zellen und ihrer extrazellulären Umgebung nicht richtig balanciert ist, wie dies bei akuten oder chronischen Entzündungen geschieht, führt dies häufig zu narbenähnlichen Gewebeveränderungen, die Organfunktionen progressiv zerstören können. Abnorme Kräfte stimulieren auch das Krebswachstum und greifen in viele physiologische Vorgänge ein. In Zusammenarbeit mit Medizinern evaluiert Vogel nun das Potential ihrer Erkenntnisse und Technologien für klinische Anwendungen. Für technische Anwendungen baute sie Nanoshuttles, die von molekularen Motoren angetriebene Cargo in mikrofabrizierten Umgebungen transportieren.

## Auszeichnungen und Mitgliedschaften
- 1988 Otto-Hahn-Medaille der Max-Planck-Gesellschaft
- 1993 bis 1998 NIH FIRST Award
- 2005 Philip Morris Forschungspreis (zusammen mit Henry Hess)
- 2006 Julius-Springer-Preis für Angewandte Physik
- 2007 Lacey Lecture am Caltech, USA
- 2008 bis 2013 ERC Advanced Grant
- 2011 Timoshenko Lecture Stanford University
- 2012 Ehrendoktor der Universität Tampere, Finnland.
- 2012 International Solvay Chair, Brüssel
- 2018 Mitglied der Deutschen Akademie der Naturforscher Leopoldina
- 2019 Mitglied der Berlin-Brandenburgischen Akademie der Wissenschaften
- 2020 Mitglied der National Academy of Engineering
- 2021 Internationales Mitglied der National Academy of Sciences[3]

Vogel ist in zahlreichen wissenschaftlichen Beratergremien tätig, so z. B. für die Max-Planck Gesellschaft, dem Wyss Center in Boston und für A*STAR in Singapur. Von 1999 bis 2002 war sie in Präsident Bill Clinton’s 10-köpfigem Gremium, welches die US Nanotechnologie Initiative für das Weisse Haus vorbereitete. Sie ist im Wissenschaftlichen Beirat der Nano-Initiative München und seit 2011 im Hochschulrat der Ludwig-Maximilians-Universität München. Sie war 2014–2016 Mitglied des Global Agenda Councils für Nanotechnologie des Weltwirtschaftsforums. Seit 2014 ist sie Mitglied der Jury für den Queen-of-Elizabeth-Preis für Ingenieurwissenschaften.

## Schriften
- V. Vogel, Unraveling the mechanobiology of extracellular matrix, Annual Review Physiology, Vol. 80 (2018) 353–387
- mit N. Jain, J. Möller, V. Vogel. Mechanobiology of Macrophages: how physical factors co-regulate macrophage plasticity and phagocytosis, Annual Reviews of Physiology 21(1) (2019) 267-297 doi:10.1146/annurev-bioeng-062117-121224
- mit A. Krammer, H. Lu, B. Isralewitz, K. Schulten, and V. Vogel, Forced unfolding of the fibronectin type III module reveals a tensile molecular recognition switch, Proc. Nat. Acad. Sci. USA 96(4) (1999) 1351–1356
- mit G. Baneyx, L. Baugh, V. Vogel, Fibronectin extension and unfolding within cell matrix fibrils controlled by cytoskeletal tension, Proc. Natl. Acad. Sci. USA, 99 (2002) 5139–5143
- mit S. Arnoldini, A. Moscaroli, M. Chabria, M. Hilbert, S. Hertig, R. Schibli, M. Béhé and V. Vogel, Novel peptide probes to assess the tensional state of fibronectin fibers in cancer, Nature Communications, 8 (2017) 1793. doi:10.1038/s41467-017-01846-0.
- mit H. Hess Molecular shuttles made from motor proteins: active transport in non-biological environments, Reviews in Molecular Biotechnology, Band 82, 2001, S. 67–85
- mit H. Hess NanoShuttles: Harnessing motor proteins to transport cargo in synthetic environments, Lecture Notes in Physics 711, Springer Verlag 2007 (Nobel Symposium 131), S. 367–383
- mit A. Goel, V. Vogel, Harnessing Biological Motors to Engineer Systems for Nanoscale Transport and Assembly, Nature Nanotechnology, 3 (2008) 1–11
- mit J. Dennis, J. Howard Molecular shuttles: directed motion of microtubules along nanoscale kinesin tracks, Nanotechnology, Band 9, 1999, S. 232–256
- mit C. Schmidt Molecular Shuttles Powered by Motor Proteins: Loading and Unloading Stations for NanoCargo Integrated Into One Device. In: Lab Chip, Band 10, 2010, S. 2195–2198
- mit W. E. Thomas, E. Trintchina, M. Forero, E. Sokurenko Bacterial adhesion to target cells enhanced by shear-force. In: Cell, Band 109, 2002, S. 913–923
- mit Thomas, W. E., Forero, M., Yakovenko, O., Nilsson, L., Vicini, P., Sokurenko, E., Vogel, V. Catch Bond Model Derived from Allostery Explains Force-Activated Bacterial Adhesion. Biophys J. 90 (2006) 753-64.
- mit Barbara Ann Baird Nanobiotechnology: Report of the National Nanotechnology Initiative Workshop, October 9-11, 2003, Arlington, VA, National Nanotechnology Coordination Office 2005